# Lipotriches kampalana
Lipotriches kampalana är en biart som först beskrevs av Cockerell 1935.  Lipotriches kampalana ingår i släktet Lipotriches och familjen vägbin. Inga underarter finns listade i Catalogue of Life.